# Casa al passeig Bisbe Guillamet, 28 (Olot)
La Casa al passeig Bisbe Guillamet, 28 és un edifici d'Olot (Garrotxa) que forma part de l'Inventari del Patrimoni Arquitectònic de Catalunya.

## Descripció
És una casa de planta quadrada amb teulades a quatre aigües, amb pinacles de terracota vermella en forma de pinya. Disposa de planta i pis. La seva composició està regida per un eix de simetria, a excepció feta del cos afegit per la banda del carrer Berga i Boada, on hi ha una galeria coberta amb quatre arcades de mig punt i una rebaixada, amb pilastres de pedra i balustrades. Cal destacar la reixa d'entrada al jardinet anterior, amb forma de mig punt, de ferro forjat, molt treballat, de gran qualitat, ornamentada amb dos grans medallons de llautó repujat. Són també destacables les muralles estucades en forma de volutes dels balcons del primer pis.

## Història
A finals de segle passat s'urbanitzà el Passeig d'en Blay i poc després el Firalet. A principis de la nostra centúria, s'edificà als terrenys compresos entre el Firalet i la carretera de Sant Joan de les Abadesses. La urbanització d'aquesta zona rebé un gran impuls després de la guerra civil. Es concep com un eixample, amb carrers radiocèntrics que desemboquen a la Plaça Balmes.